# Gao Xiumin
Gao Xiumin (chiń. 高秀敏; pinyin Gāo Xiùmǐn; ur. 21 sierpnia 1963) – chińska piłkarka ręczna, medalistka olimpijska.
Uczestniczka Letnich Igrzysk Olimpijskich 1984, podczas których reprezentacja Chin zdobyła brązowy medal. Wystąpiła we wszystkich pięciu spotkaniach tego turnieju (w tym przeciwko Stanom Zjednoczonym, RFN, Korei Południowej, Austrii i Jugosławii), zdobywając siedem goli.